# Crkva sv. Luke u Ždrelcu
Crkva sv. Luke u Ždrelcu, katolička je crkva u Ždrelcu
U mjestu Ždrelac nadomak mosta koji povezuje otok Pašman i Ugljan izgrađena je crkva sv. Luke oko 1289. Pravokutnog je oblika, sakristija je u produžetku i kvadratnog je oblika. Krajem 19. st. podignuto je zapadno pročelje sa zvonikom. Godine 1737. crkva je obnovljena sa srednjovjekovnim obilježjima. Po završetku Prvog svjetskog rata dobavljen je kip Majke Božje, koji je i danas u crkvi. Ispred pročelja su 1870. postavljena tri zvona na preslicu koja je njemačka vojska uništila u Drugom svjetskom ratu. Novi se zvonik postavlja 1947. donacijom župljana. Godine 1958. i 1997. rađene su neke preinake. Vjernici su 1937. osnovali društvo djevojačko Gospe Lurdske, koje je i danas aktivno te organizira dan (feštu) Gospe Lurdske.